# Batalha de Dornach

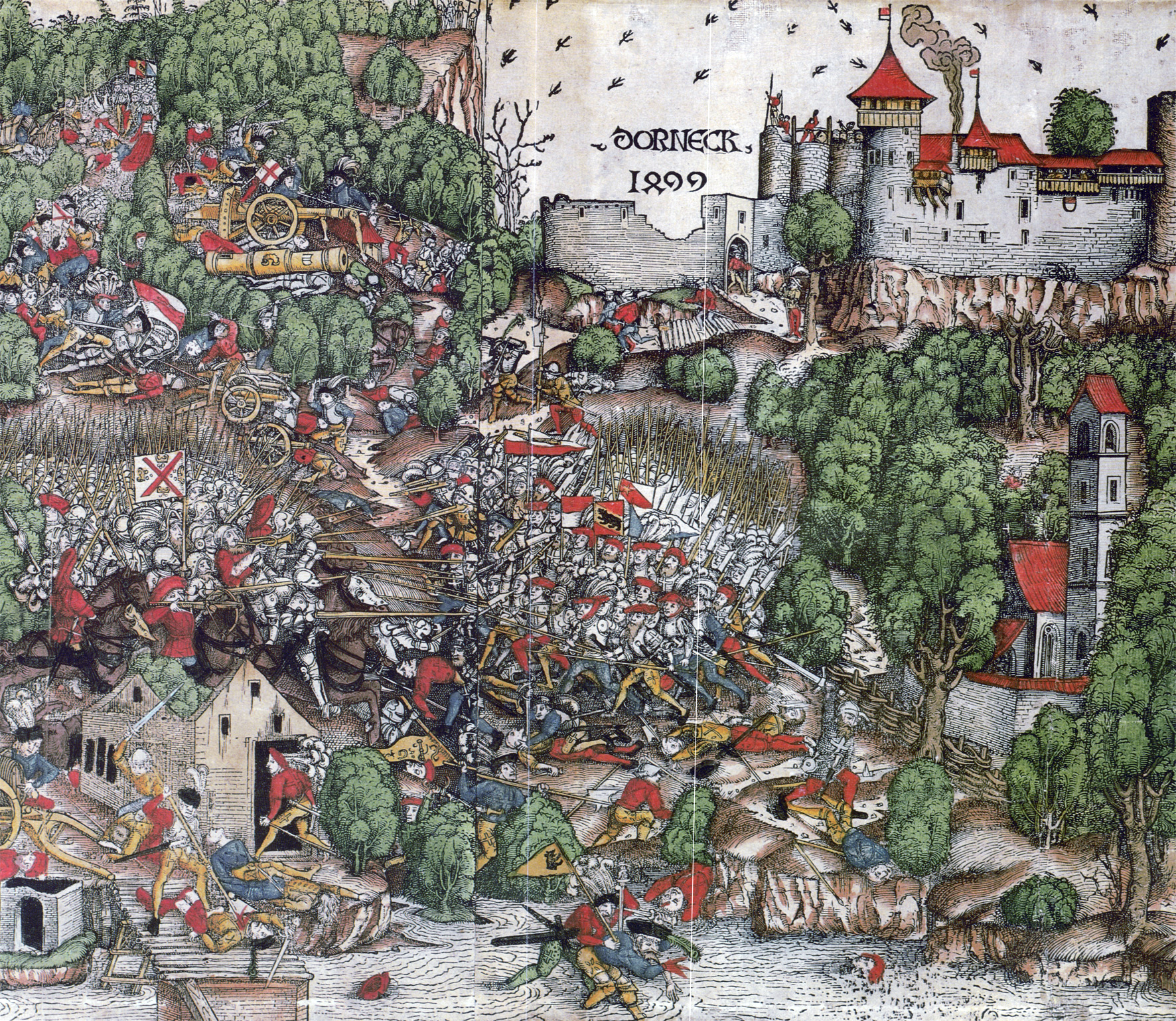
Detalhe de uma xilogravura contemporânea da Batalha de Dornach durante a Guerra da Suábia de 1499. A imagem mostra várias fases da batalha: no meio a batalha principal sob o castelo de Dorneck (à esquerda a cavalaria da Liga da Suábia sob o estandarte da cruz vermelha de Santo André, à direita a infantaria suíça sob as bandeiras de Berna, Thun, Zurique e Solothurn); sob o massacre das tropas em fuga pelos suíços no rio Birs

A Batalha de Dornach foi travada em 22 de julho de 1499 entre as tropas do imperador Maximiliano I e da Antiga Confederação Suíça, perto da vila suíça de Dornach. A batalha terminou com uma derrota decisiva para Maximiliano e concluiu a Guerra da Suábia entre os suíços e a Liga da Suábia.

## Batalha
Maximiliano ordenou ao Marechal de Campo Conde Heinrich von Fürstenberg que capturasse o Castelo de Dorneck, mantido por Solothurn, o que permitiria que suas tropas chegassem até o vale do Aare. De maio de 1499 em diante, Fürstenberg reuniu entre 15 000 e 16 000 soldados em Sundgau. Solothurn pediu ajuda aos cantões suíços, e um total de cerca de 5 000 soldados de Solothurn, Berna, Zurique, Lucerna e Zug enfrentaram as tropas de Maximiliano em 22 de julho. Muitos deles estavam tomando banho no rio Birs.
Os primeiros ataques em 22 de julho foram executados pelas tropas de Berna, Zurique e Solothurn, mas foram rechaçados. Perto do anoitecer, com a chegada de mil reforços  de Lucerna e Zug, que de repente irromperam da floresta "com buzinas e gritos", as tropas imperiais voltaram a fugir após várias horas de luta.
Cerca de 4 000 soldados imperiais, incluindo o marechal de campo von Fürstenberg, foram mortos nos combates, enquanto as perdas suíças totalizaram cerca de seiscentos a novecentos.